# Pòntic
El pòntic és un dialecte del grec originari de la regió històrica del Pont que actualment correspon a gran part de la costa nord-est de Turquia en la ribera de la mar Negra. Actualment la majoria dels seus parlants, denominats grecs pòntics estan a Grècia. El pòntic deriva del grec àtic a través del grec koiné, i ha rebut fortes influències del turc, i més petites del persa i diverses llengües caucàsiques.

## Denominacions
El pòntic ha tingut gran quantitat de denominacions històriques; els seus parlants s'acostumen a referir a ell com ρωμαίικα (romæika),, és a dir, «romà» o ποντιακά (pontiaká), «pòntic». En turc la denominen rumca o trabzon rumcasi («romà [de Trebisonda]»). En algunes enquestes dutes a terme a Turquia l'han denominada latince (o sigui, «llatí»), pontosca "«pòntic») i també lazca (laz, per confusió amb la llengua caucàsica que es parla al voltant de la mar Negra).

## Història

Bandera de l'efímera República del Pont (1917-1919).

Encara que la presència grega en aquesta zona data des de fa molt de temps –ja s'esmenten territoris que podrien pertànyer al Pont en la llegenda de Jàson i els Argonautes–, els orígens del pòntic, com els de totes les llengües/dialectes grecs moderns exceptuant el tsacònic i, possiblement, els dialectes grecs de la Itàlia meridional, són al grec koiné basat en el grec àtic i difosa per l'imperi hel·lenístic d'Alexandre el Gran. El grec sempre va conviure amb les llengües de la zona, com el laz, d'origen caucàsic.
Durant l'edat mitjana la zona inicialment va pertànyer a l'Imperi Romà d'Orient, per independitzar-se sota el domini dels Comnens i formar el petit, encara que durador, Imperi de Trebisonda, la llengua administrativa del qual era el grec medieval. L'Imperi de Trebisonda va ser l'últim estat grec medieval a caure sota el domini otomà, ja que la seva capital va ser conquerida el 1461, vuit anys després de Constantinoble. En un procés gradual que va tenir lloc principalment entre els segles xvi i xvii la immensa majoria de la població de la costa de la mar Negra es va convertir a l'islam. Mentre que a la resta d'Anatòlia l'assimilació lingüística va ser major i més ràpida, el procés d'adopció del turc com a llengua majoritària va ser lent al Pont. Encara al segle xviii, se cita l'existència de comunitats grecoparlants, molt minvades, en zones occidentals de la mar Negra.
La deportació dels ortodoxos grecs durant el genocidi grec, que va tenir lloc entre 1919 i 1921, i el sistema educatiu de la nova república de Turquia, que únicament admetia el turc com a llengua vehicular, van afeblir completament al pòntic.

### Estatus oficial
El pòntic no té estatus oficial. Entre 1917 i 1919 va estar destinat a convertir-se en la llengua oficial de la proposada República del Pont. Històricament, va ser la llengua de facto de la minoria grega de l'URSS, i encara que a la Πανσυνδεσμιακή Σύσκεψη (Congrés de totes les Associacions) de 1926, organitzat per la intelligentsia grecorussa, es va decidir que el grec demòtic seria la llengua oficial de la comunitat.

## Distribució geogràfica
Encara que el pòntic és originari de les costes meridionals de la mar Negra, un gran nombre dels seus parlants van emigrar a les costes orientals i septentrionals –dins de l'Imperi Rus durant els segles xviii i xix–. El pòntic encara es parla a Ucraïna, Rússia –al voltant de Stávropol– i Geòrgia, i va tenir un cert ús com a medi literari des de la dècada de 1930, destacant una gramàtica escolar. Després del genocidi grec, la gran majoria dels parlants que quedaven a l'Àsia Menor van ser subjectats al Tractat de Lausana, i es van establir a Grècia, principalment al nord. Els habitants de la vall d'Of, que s'havien convertit a l'islamisme durant el segle xvii, van romandre a Turquia. Avui dia continuen parlant pòntic, al qual anomenen rumca. El llibre Pontos Kültürü (1996) d'Ömer Asan dona més informació sobre la comunitat de parlants de pòntic de Turquia. A Grècia, el pòntic es fa servir actualment més com a llengua emblemàtica que com a mitjà de comunicació.
- Grècia ~200,000 parlants (2001):[5]

principalment en Macedònia (Oriental, Central i Occidental)
- Turquia 4,540 parlants:[6]
  - Tonya: (17 localitats)
  - Sürmene: (6 localitats)
  - Dernekpazarı: (13 localitats)
  - Çaykara: diverses localitats
  - Maçka: sense informació
  - Rize İkizdere : (21 localitats)

El pòntic està íntimament relacionat amb el capadoci i el grec parlat a Mariúpolis i, antigament, a Crimea (Ucraïna).

## Cultura

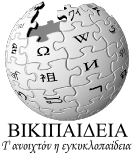
Logotip de la Wikipèdia en pòntic.

La llengua té una rica tradició oral i un ampli folklore. Les cançons pòntiques són particularment populars a Grècia. També existeix una limitada producció de literatura moderna en pòntic, que va des de poesia –entre els autors més famosos es troba Kostas Diamandidis–, novel·les, i les traduccions dels còmics d'Asterix.